# Tullamore
Tullamore (Tulach Mhór em irlandês) é uma vila do Condado de Offaly, Irlanda, localizada na região central da ilha da Irlanda, com aproximadamente 15.000 habitantes no distrito. É a sede do condado (principal cidade administrativa) do Condado de Offaly. Tullamore é o maior centro comercial e industrial na região.